# Недерланд (Колорадо)
Недерланд (енгл. Nederland) град је у америчкој савезној држави Колорадо.

## Демографија
По попису из 2010. године број становника је 1.445, што је 51 (3,7%) становника више него 2000. године.
| Група             | 2000.         | 2010.         |
| Белци             | 1.339 (96,1%) | 1.333 (92,2%) |
| Афроамериканци    | 3 (0,2%)      | 6 (0,4%)      |
| Азијати           | 6 (0,4%)      | 12 (0,8%)     |
| Хиспаноамериканци | 22 (1,6%)     | 59 (4,1%)     |
| Укупно            | 1.394         | 1.445         |